# Mercado de Dantokpa
El Mercado de Dantokpa (en francés: marché Dantokpa o bien Grand Marché de Dantokpa; Gran Mercado de Dantokpa) se encuentra en Cotonú, la capital económica de Benín, y es el mayor mercado de África Occidental. Está situado en la orilla occidental del lago Nokoué, en la entrada del nuevo puente de Cotonú entre el norte y el sur de la capital económica de Benín.
La fama del mercado es subregional o incluso internacional. Es importante ya que muchos comerciantes de África Occidental (de Nigeria, Malí, Burkina Faso, Níger, Costa de Marfil) y África Central (Camerún), se encuentran en este gran mercado para hacer negocios.
Dantokpa significa "a orillas de la laguna Dan" en el idioma fon. Dan es, según las creencias animistas beninesas, una deidad representada por la serpiente, dios de la prosperidad y la abundancia. En el mercado todavía se puede encontrar un altar dedicado a Dan, que contiene un fetiche.
Los incendios en el mercado de Dantokpa son recurrentes, el más graves de los cuales, el de 2015, causó numerosos daños materiales, aunque no provocó pérdidas de vidas humanas. Además, a pesar de que su carácter internacional le permite atraer la atención de visitantes nacionales e internacionales, el mercado padece graves problemas de suciedad e insalubridad, lo cual se manifiesta en la presencia de montones de basura con olores fétidos en ciertos lugares. El agua de retrete es arrojada a la laguna, debido al insuficiente número de letrinas para los usuarios y por la incivilidad de determinados usuarios. Rodeado de viviendas vecinas, la mayoría de los actos insalubres provienen tanto de residentes como de usuarios del mercado. A pesar de la política de mantenimiento puesta en marcha por la Sociedad Gestora Autónoma del Mercado (Sogema), consistente en retirar los residuos de los canalones tras su limpieza, los expositores permanecen instalados en el borde de los canalones abiertos.